# 酒井忠隆

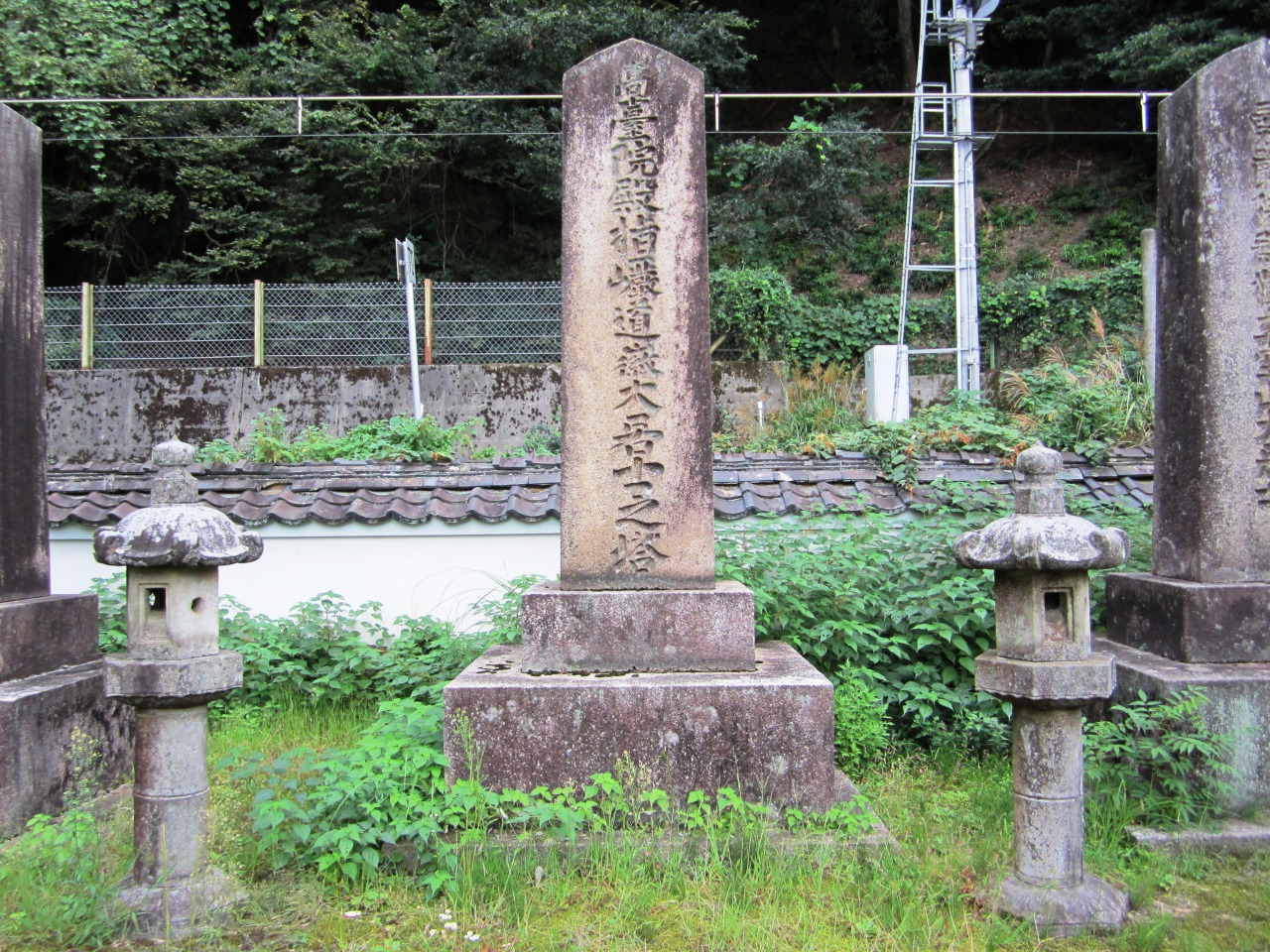
空印寺の墓

酒井 忠隆（さかい ただたか）は、若狭小浜藩の第3代藩主。小浜藩酒井家4代。第2代藩主・酒井忠直の長男。
天和元年（1681年）に奏者番となる。翌年の父の死去により家督を継ぐ。このとき、父の遺言により弟の忠稠に1万石を分与して、小浜藩の支藩である敦賀藩を立藩させた。貞享3年（1686年）閏3月21日、小浜で死去した。享年36。跡を長男の忠囿が継いだ。

## 系譜
- 父：酒井忠直
- 母：松平定頼の娘
- 正室：島津綱久の娘
  - 長男：酒井忠囿（1671-1706）
- 生母不詳
  - 女子：亀姫、長寿院 - 毛利吉就正室
  - 女子：島津惟久正室